# Myrtillocactus
Myrtillocactus ist eine Pflanzengattung aus der Familie der Kakteengewächse (Cactaceae). Der botanische Name der Gattung leitet sich vom griechischen Wort „myrtillo“ für klein und myrtenähnlich ab und verweist auf die Früchte, die denen der Myrte ähnlich sehen.

## Beschreibung
Die Arten der Gattung Myrtillocactus wachsen buschig oder baumartig, mit mehr oder weniger aufrechten Zweigen. Die gerippten Triebe tragen Areolen aus denen gleichartige Dornen entspringen.
Die kleinen, radiärsymmetrischen Blüten entstehen in Büscheln bis zu 9 Blüten. Sie öffnen sich am Tag und bleiben manchmal bis in der Nacht geöffnet. Ihr Blütenbecher und die Blütenröhre sind etwas wollig und mit kleinen Schuppen bedeckt.
Die kleinen kugelförmigen Früchte sind beerenartig und schmecken süß. Sie enthalten breit ovale, etwas matt schwarzbraune Samen.

## Systematik und Verbreitung
Das Verbreitungsgebiet der Arten der Gattung Myrtillocactus reicht von Guatemala bis in den Süden von Zentral-Mexiko sowie den Norden von Norden-Mexiko und schließt Niederkalifornien ein.
Die Erstbeschreibung der Gattung erfolgte 1897 durch Michelangelo Console, als er den 1837 durch Ludwig Georg Karl Pfeiffer beschriebenen Cereus geometrizans in eine eigenständige Gattung stellte. Die Typusart der Gattung ist Myrtillocactus geometrizans.

### Systematik nach Anderson/Eggli (2005) und N.Korotkova et al. (2021)
Zur Gattung gehören die folgenden Arten:
- Myrtillocactus cochal (Orcutt) Britton & Rose
- Myrtillocactus eichlamii Britton & Rose
- Myrtillocactus geometrizans (Mart. ex Pfeiff.) Console
- Myrtillocactus schenckii (J.A.Purpus) Britton & Rose

Ein Synonym für die Gattung ist Myrtillocereus Frič & Kreuz. (1935).

## Nachweise

## Weiterführende Literatur
- Carl Djerassi, S. Burstein, H. Estrada, A. J. Lemin, A. E. Lippman, A. Manjarrez, H. G. Monsimer: Terpenoids. XXVIII. The Triterpene Composition of the Genus Myrtillocactus. In: Journal of the American Chemical Society. Band 79, Nummer 13, 1957, S. 3525–3528, DOI:10.1021/ja01570a060.
- David Hernández-López, Fabrice Vaillant, Rosalia Reynoso-Camacho, Salvador-Horacio Guzman-Maldonado: Myrtillocactus (cactaceae): botanical, agronomic, physicochemical and chemical characteristics of fruits. In: Fruits. Band 63, 2008, S. 269–276, DOI:10.1051/fruits:2008042.
- Salvador Horacio Guzmán-Maldonado, Guadalupe Herrera-Hernándeza, David Hernández-López, Rosalia Reynoso-Camacho, Abril Guzmán-Tovar, Fabrice Vaillant, Pierre Brat: Physicochemical, nutritional and functional characteristics of two underutilised fruit cactus species (Myrtillocactus) produced in central Mexico. In: Food Chemistry. Band 121, Nummer 2, 2010, S. 381–386, DOI:10.1016/j.foodchem.2009.12.039.